# IJslanders (volk)

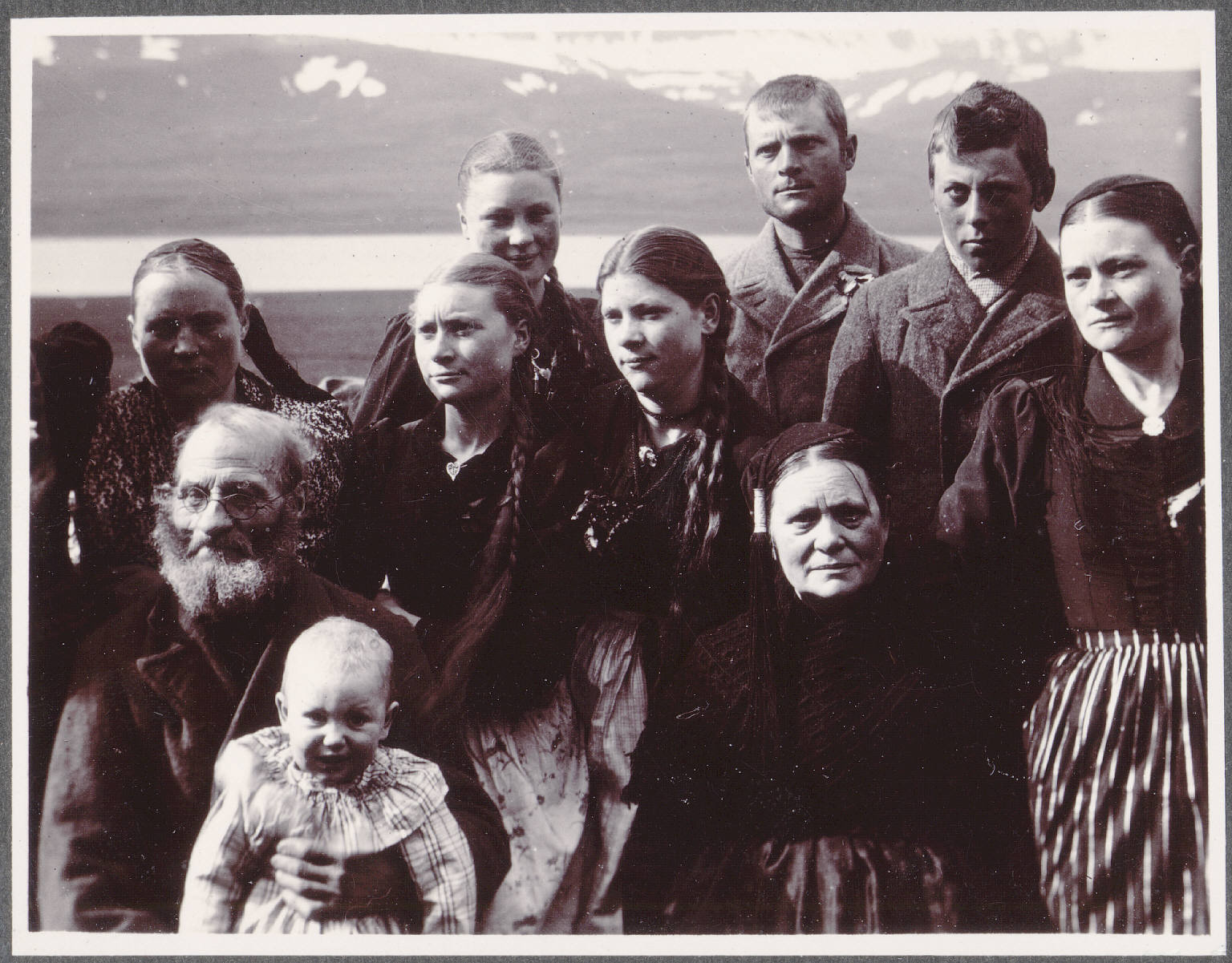
IJslandse familie, rond 1900

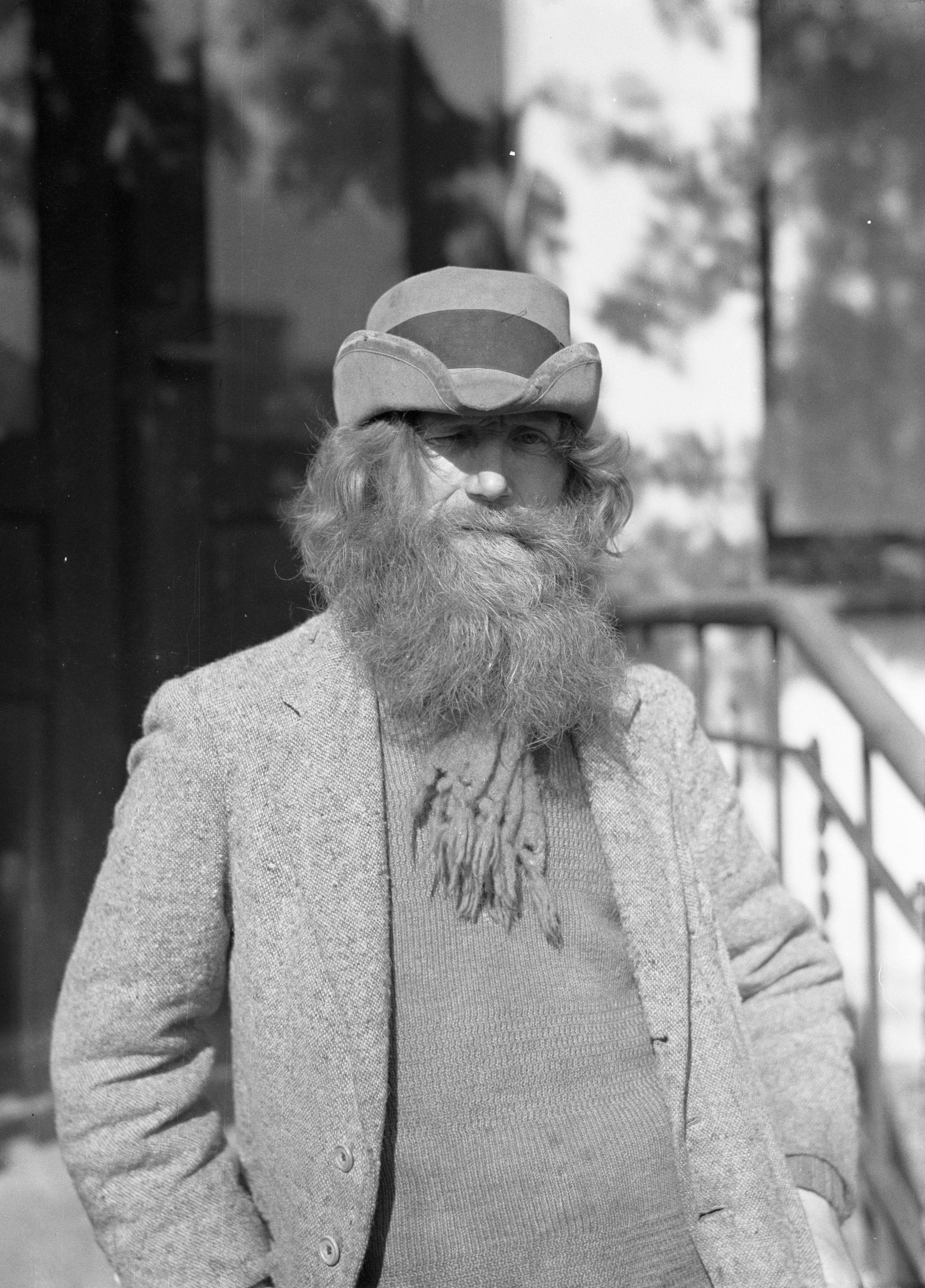
Oudere IJslander met volle baard en hoed, foto Willem van de Poll, 1934

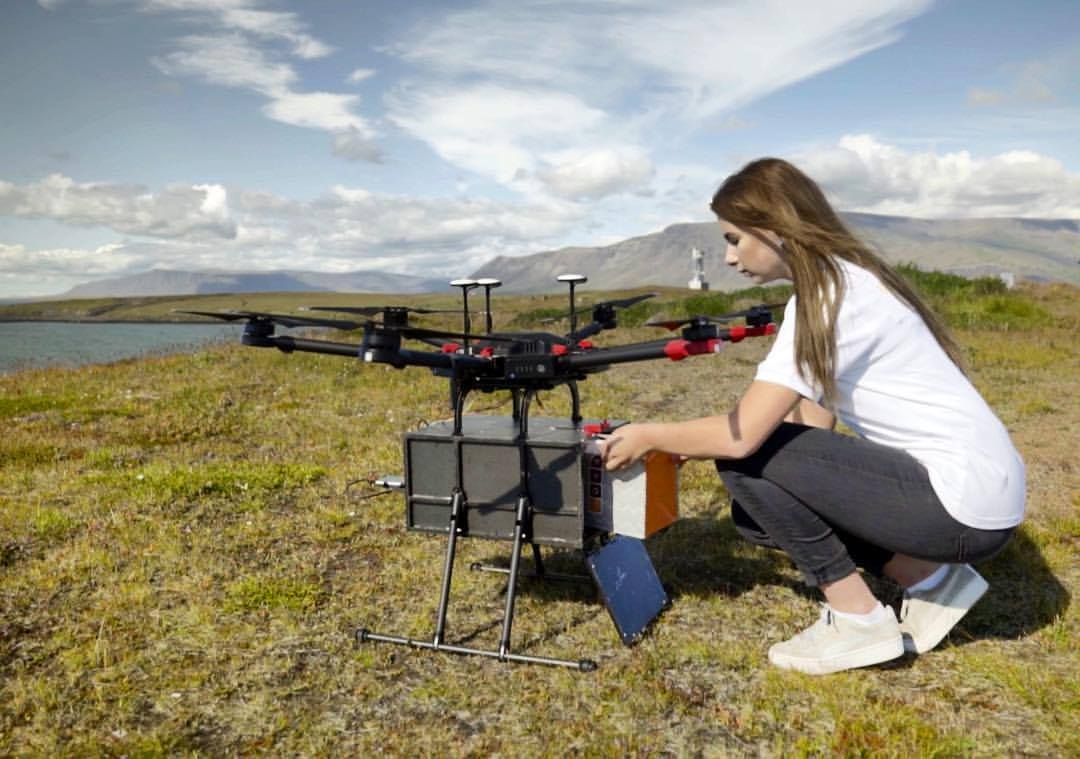
IJslandse ontvangt pakketpost per drone

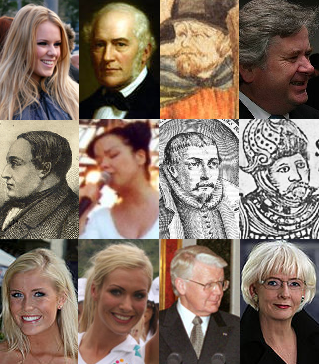
Verschillende bekende IJslanders: Yohanna, Jón Sigurðsson, Egill Skallagrímsson, Davíð Oddsson, Jónas Hallgrímsson, Björk, Arngrímur Jónsson, Eiríkur Rauði, schoonheidskoninginnen Jóhanna Vala Jónsdóttir en Alexandra Ívarsdóttir, Ólafur Ragnar Grímsson, Jóhanna Sigurðardóttir.

De IJslanders (IJslands: Íslendingar) vormen een volk dat voornamelijk afstamt van Vikingen uit Scandinavië, die zich rond de 8e eeuw op IJsland en de omringende eilanden vestigden.
Ze wonen voornamelijk in de eilandstaat IJsland en vormen daar een natie. In de gehele wereld zijn er ongeveer 540.000 IJslanders. Naast ongeveer 366.700 in IJsland zelf, waarvan 234.910 in de hoofdstedelijke regio en 131.790 in de rest van het land wonen ze voornamelijk in Canada, de Verenigde Staten en Denemarken.
Het IJslands is hun voornaamste taal en ze zijn voornamelijk luthers, hoewel een klein deel katholiek is en nog een klein deel het Germaans heidendom belijdt. De IJslanders en de natie IJsland zijn relatief homogene groepen: ze bestaan voor 99% uit IJslanders. Omdat IJslanders ook genetisch homogeen zijn en hun genealogie goed is vastgelegd zijn IJslanders het onderwerp van genetisch onderzoek.
IJslanders zijn verwant aan de Noord-Germaanse volken: de Faeröerders, Noren, Zweden en Denen. Verder verwant zijn ze aan de Engelsen, Nederlanders, Vlamingen, Luxemburgers en Duitsers.

## Enkele bekende IJslanders
Alfabetische volgorde: bij IJslandse namen is de voornaam bepalend; de achternaam is een patroniem.    
- Ágústa Eva Erlendsdóttir (Silvía Nótt) - actrice en zangeres
- Alfreð Finnbogason - voetballer
- Arnaldur Indriðason - schrijver
- Arngrímur Jónsson - geleerde en apologeet
- Arnór Guðjohnsen - voetballer
- Baltasar Kormákur - acteur en filmregisseur
- Björk (Guðmundsdóttir) - zangeres
- Bobby Fischer - Amerikaans-IJslands schaakkampioen[2]
- Davíð Oddsson - centrale bankpresident tijdens de IJslandse bankencrisis
- Egill Skallagrímsson - 10e-eeuwse dichter
- Eiður Guðjohnsen - voetballer
- Einar Benediktsson - dichter, advocaat, dagbladuitgever, ondernemer
- Eiríkur Rauði (Erik de Rode) - eerste kolonist van Groenland
- Emilíana Torrini (Davíðsdóttir) - zangeres
- Friðrik Ólafsson - schaker
- Geir Haarde - premier tijdens de IJslandse bankencrisis
- Guðni Thorlacius Jóhannesson - president 2016-2024
- Gunnar Hansen - IJslands-Amerikaans acteur
- Gylfi Sigurðsson - voetballer
- Hafþór Júlíus Björnsson - Sterkste Man van de Wereld en acteur
- Halldór Ásgrímsson - politicus
- Halldór Laxness (Guðjónsson) - schrijver, Nobelprijswinnaar
- Hannes Hafstein - eerste premier van IJsland
- Heida Reed (Heiða Rún Sigurðardóttir) - actrice
- Jóhann Jóhannsson - filmcomponist
- Jóhanna Guðrún Jónsdóttir (Yohanna) - zangeres
- Jóhanna Sigurðardóttir - eerste vrouwelijke premier
- Jóhannes Sveinsson Kjarval - schilder
- Jón Gnarr (Kristinsson) - komiek en kortstondig politicus
- Jón Gunnar Árnason - beeldhouwer
- Jón Kristinsson - IJslands-Nederlands architect
- Jón Leifs (Þorleifsson) - componist
- Jón Páll Sigmarsson - bodybuilder en Sterkste Man van de Wereld
- Jón Sigurðsson - grondlegger van de IJslandse wetgeving
- Jónas Hallgrímsson - dichter en politicus
- Katrín Jakobsdóttir - premier 2017-2024
- Kolbeinn Sigþórsson - voetballer
- Leif Eriksson - eerste kolonist van Amerika
- Louisa Matthíasdóttir - kunstschilderes
- Matthías Jochumsson - dichter van het IJslandse volkslied Lofsöngur
- Nína Tryggvadóttir - beeldend kunstenares
- Ólafur Arnalds - componist
- Ólafur Ragnar Grímsson - voormalig president van IJsland
- Snorri Sturluson - 12e/13e-eeuwse dichter, geschiedschrijver en politicus
- Steinn Steinarr (Aðalsteinn Kristmundsson)  - dichter
- Sveinn Björnsson - eerste president van IJsland
- Sturla Þórðarson - 13e-eeuwse geschiedschrijver
- Vigdís Finnbogadóttir - eerste vrouwelijke president van IJsland
- Víkingur Ólafsson - concertpianist
- Vladimir Ashkenazy, Russisch-IJslands pianist en dirigent[2]
- Þórbergur Þórðarson - schrijver
- Þórður Tómasson - etnograaf